# Kassya (opéra)
Personnages
- Sonia
- Kassya
- La Bohémienne
- Cyrille
- Le comte de Zévale
- Kotska
- Kolénati
- Mokchou
- Un sergent

Kassya est un opéra en quatre actes et cinq tableaux de Léo Delibes, sur un livret en français d'Henri Meilhac et Philippe Gille. L’œuvre est une adaptation d'une nouvelle de Leopold von Sacher-Masoch. 

## Contexte, création, historique
Kassya était programmé pour la saison 1888 de l'Opéra-comique mais l'incendie qui détruit la salle Favart en mai 1887, conduit à modifier les agendas et à annuler de nombreux spectacles. Inachevé à la mort de Delibes en 1891, qui laisse une partition chant-piano, Kassya a été terminé et orchestré par Jules Massenet en 1893. Le compositeur rajoute notamment des récitatifs en lieu et place des dialogues parlés prévus initialement.  
L'opéra est créé le 24 mars 1893 à l'Opéra-Comique et reçoit un accueil mitigé du public comme de la critique. Huit représentations ont alors été données.  La créativité du compositeur est considérée comme en déclin. Un critique contemporain considère que le livret est faible, mais que les deux derniers actes, avec l'intervention de Massenet mis en évidence, sont les meilleurs, notamment le ballet teinté de couleur hongroise. L'insuffisance des interprètes est également critiquée, notamment celle du « ténor Etienne Gibert massacre la partie du personnage de Cyrille, lui qui a déjà chanté Gérald dans Lakmé en 1891, et semblablement sans comprendre rien des nuances et subtilités du caractère ». 
L'opéra disparait ensuite de la scène et c'est le Festival Radio France, Occitanie, Montpellier qui permet sa redécouverte en juillet 2018. Michael Schønwandt dirige l'orchestre et les choeurs dans une version concertante retransmise par France Musique avec Véronique Gens (Kassya), Anne-Catherine Gillet (Sonia), Nora Gubisch (Une Bohémienne), Cyrille Dubois (Cyrille), Alexandre Duhamel (Le comte de Zevale). Forum Opéra analyse ainsi l'ouvrage : « Certes, on est encore dans la partition à numéros, mais leur enchaînement, renforcé par Massenet, comme la diversité des moyens mis en œuvre donnent à la fois une continuité et une variété qui anticipent l’opéra du siècle suivant. L’écriture n’a rien à envier à celle des chefs-d’œuvre contemporains. Les personnages sont bien différenciés, et leur évolution psychologique peinte avec justesse », tandis que Bachtrack souligne « La partition profondément revisitée par Massenet donne à écouter récitatifs, airs, ensembles selon une succession de beaux moments de pure musique. Les pages chorales (chœur des paysans, des paysannes, des seigneurs et dames…) et orchestrales (Polonaise, Dumka, danses liées au ballet, forme obligée dans les opéras de l’époque), ponctuent par la diversité de l’écriture le déroulement de l’action tout en apportant une touche exotique, une couleur locale venue d’Europe centrale prisée par les spectateurs. ». 

## Rôles, tessitures et distribution lors de la création
D'après Les Annales du théâtre et de la musique et le fac-similé de la partition chez Gallica, BNF.
| Rôle                         | Voix          | Distribution lors de la création, 24 mars 1893 |
| ---------------------------- | ------------- | ---------------------------------------------- |
| Sonia, nièce de Kotska       | soprano       | Cécile Simonnet                                |
| Kassya                       | soprano       | Marguerite-Zinah de De Nuovina                 |
| Une Bohémienne               | mezzo-soprano | Suzanne Elven                                  |
| Nidda                        |               | Mlle Delorn                                    |
| Lacka                        |               | Mlle Robert                                    |
| Cyrille                      | ténor         | Etienne Gibert                                 |
| Le comte de Zévale           | baryton       | Gabriel Soulacroix                             |
| Kotska, père de Cyrille      | basse         | M. Lorrain                                     |
| Kolénati, intendant du comte | baryton       | M. Challet                                     |
| Mochkou, aubergiste          | ténor         | M. Bernaërt                                    |
| Un sergent                   | baryton       | M. Artus                                       |
| Yahn, un buveur              | baryton-basse | M. Troy                                        |

- Décors de MM. Carpezat, Rubé et Chaperon.

- Costumes dessinés par M. Thomas.

- Chef d’orchestre : M. Jules Danbé.

## Argument
En Galicie, 1846, au pied des Carpates 

### Acte 1
Une place publique du village de Zevtde. L'action se déroule en dix scènes.
A l'auberge de Mochkou, les buveurs s'attablent et chantent le fin qu'ils boivent ( air des Chœurs  : Verse-nous à pleines rasades).  Kotska, le père de Cyrille, accompagné de nombreux villageois, frappent à la porte du jeune paysan pour le féliciter de sa bravoure quand il les a protégés des brigands et voleurs (Air des Chœurs  : Cyrille, ouvre ta porte !).  La foule lui jure fidélité (air des Chœurs  : A ta voix, ô Cyrille/ Aussitôt nous viendrons). 
Aimé de Sonia sa cousine, Cyrille est attiré irrésistiblement par la belle bohémienne, Kassya et exprime avec flamme son amour (Aria de Cyrille : Amoureux! il l’a dit! quelle honte est la mienne! Aimer une inconnue, une bohémienne!).  
Kassya arrive alors et leur dialogue montre à quel point il l'aime alors que de son côté, elle se plaint de ne pouvoir plaire faute de bijoux et de beaux vêtements. 
L'intendant du comte arrive auprès de Cyrille alors que Kassya s'est éclipsée. Cyrille est d'abord réticent à tout dialogue mais l'intendant qui parle au nom du comte, lui laisse entendre que ce dernier pourrait renoncer à une jeune fille que Cyrille aime également, si le jeune paysan accepte d'être son ami.
C'est la fête au village et Sonia arrive pour rejoindre Cyrille et essaie de lui faire dire quel est le nom de son amour. Mais il élude la question la laissant dans l'embarras. Les choeurs annoncent la parade de noël (air : Venez à notre appel, Accourez, c’est Noël !). Une bohémienne voyante annonce le destin des deux femmes, la fortune pour Kassya (air : C’est l’avenir qui s’ouvre! Ta pauvreté se dore aux rayons du soleil!), le bonheur pour Sonia (air : Le bonheur s'est assis, disant : c’est mon domaine!)
Durant la parade de noël (Air des Chœurs  : La nuit est venue, Et vers l’Orient , L’étoile inconnue , Brille au firmament), Cyrille annonce que sa reine est Kassya, Sonia en est profondément mortifiée. 

### Acte 2
Une salle dans le château du comte de Zevale. L'action se déroule en huit scènes
Sur l'invitation de l'intendant, Cyrille s'est rendu au château du comte, qui, de son côté, entend les chants de soldats qui s'approchent et viennent pour recruter des troupes (Air : Marcher en chantant). Cyrille est venu proposer comme ouvrier de parer le château pour la fête donnée dans la soirée. Mais, en fait, le comte attend Kassya qui arrive à son tour alors qu'il s'est débarrassé de Cyrille parti travailler. Quand elle arrive, il reste caché (Air de Kassya : O Nadja, dit le seigneur, Vois ma tendresse.). Le comte se montre et lui avoue son amour (air : Eh quoi ! Pas un mot de tendresse Ne peut parvenir à ton cœur). Kassya ne se refuse pas mais exige le mariage (Air : Nous ne comprenons pas ce mot si doux : amour, Si ce mot n’est suivi d’un autre : mariage.). Le comte se retire et Kassya rejoint Cyrille pour l'aider à installer les feuillages de décoration pour le château. Il la courtise, lui rappelant son amour tandis qu'elle le presse de travailler. Cyrille comprend qu'elle est fascinée par la richesse des lieux et elle finit par lui avouer son attirance pour le Comte. Cyrille est profondément déçu par l'attitude de Kassya et sa peine touche le coeur de la bohémienne qui lui affirme finalement son amour avant de s'enfuir. Aussitôt après, Cyrille est interpellé par le sergent qui lui annonce qu'il a été recruté comme soldat et qu'il doit les suivre (Air : Allons, camarade, Entre dans le rang !). Il proteste et crie à la trahison (Air de Cyrille : O Dieu de justice, Qui vois mon tourment). 
Le comte, satisfait du tour qu'il a joué à Cyrille pour se débarrasser d'un rival, en rit avec les Seigneurs invités. Kassya revient et proteste contre le sort réservé à Cyrille puis supplie le Comte (Air de Kassya : Je ne menace plus, j’implore... Et je pleure, vous le voyez...). Elle menace de rejoindre l'infortuné ouvrier et le Comte lui promet alors le mariage. 

### Acte 3
La lisière d’une forêt. L'action se déroule en quatre scènes.
Deux ans se sont écoulés depuis le départ de Cyrille. Des paysannes rentrent au village, chargées de fagots et de provisions (Choeur : Rentrons au logis, Soufflons dans nos doigts par le froid rougis).  Kotska et Sonia l'attendent sur le chemin. Sonia est heureuse (Air de Sonya : Ne me plaignez pas trop, je vais revoir Cyrille). Ce dernier arrive et se réjouit de les voir tous les deux mais apprend de leur bouche, qu'ils ont été jetés dans la misère par le Comte et la Comtesse, qui n'est autre que Kassya. Il se jure alors de les venger. Les paysans arrivent, prêts à la révolte contre l'oppresseur et Cyrille se porte à leur tête (Air de Cyrille : Pour nous frapper, les grands dressent des échafauds).  

### Acte 4
Une grande salle du château de Zevale. L'action se déroule en deux scènes.
Les invités du Comte et de la Comtesse jouent aux cartes par petits groupes (Air du Choeur : Jouons, chantons jusqu'à l'aurore). Kassya se mêle aux chants (Air de Kassya : Qui fait plus doux les cieux, Plus douce la lumière). L'intendant annonce l'arrivée des paysans menaçants. La foule pénètre dans la salle avant que le Comte n'ait pu s'y opposer. Kassya et le Comte reconnaissent alors Cyrille parmi eux. Les paysans veulent la mort pour les tyrans mais Cyrille demande leur grâce. Les paysans refusent et Cyrille fait rempart de son corps. 

### Acte 5
L'intérieur du logis de Kotska. L'action se déroule en trois scènes.
Kotska et Sonia discutent, échangeant leur point de vue sur le départ probable de Cyrille qui aime encore Kassya bien qu'il la maudisse pour sa trahison. Cyrille se montre et leur annonce que les Seigneurs partent en exil. Cyrille s'inquiète pour son père mais Sonia s'engage à s'en occuper (Air de Sonia : J’allais dire, Cyrille, Qu’il ne sera pas seul, tu peux être tranquille.). Cyrille lui annonce qu'il ne partira pas et lui demande de l'épouser. Il rencontre ensuite Kassya qui lui jure n'être pour rien dans son enrôlement forcé et lui demande de lui pardonner car elle l'aime toujours. Cyrille ne veut pas céder mais se sent faiblir et Kassya lui propose qu'ils s'aiment une dernière fois puis se donnent la mort. Cyrille est prêt au sacrifice quand il entend le choeur chanter ses fiançailles avec Sonia (Air du Choeur : jetons des fleurs sur les chemins , En l'honneur de la fiancée!). Kassya, comprenant que Cyrille ne la suivra pas, se donne la mort en se frappant d'un grand coup de poignard et rappelle en mourant les prophéties réalisées de la Bohémienne.